# I'm So Fly
I'm So Fly è il secondo singolo del rapper statunitense Lloyd Banks, estratto dall'album di debutto "The Hunger For More". È stato prodotto da Timbaland e Danja.

## Informazioni
La canzone non ha debuttato all'interno della Billboard Hot 100, ma ha raggiunto la posizione n.32 nella Hot R&B/Hip-Hop Songs e la n.12 nella Hot Rap Tracks.
Lloyd Banks è cantante e autore del testo della canzone; che è stata resa disponibile al pubblico dall'agosto 2004.

## Videoclip
Il videoclip è stato diretto da Jessy Terrero ed include i cameo di Olivia, 50 Cent, Young Buck e DJ Whoo Kid.
All'inizio Lloyd Banks cammina per una strada cittadina e non si accorge di essere spiato da telecamere a circuito chiuso sopraelevate e da alcuni uomini eleganti vestiti di nero, di cui uno munito di binocolo. Dopo averlo anche fotografato, due degli uomini si mettono a inseguirlo tra la folla, ma il rapper riesce facilmente ad eluderli prendendo la sua Maybach. Gli uomini possiedono però un piccolo ricettore manuale capace di localizzarne la posizione, quindi non perdono tempo e si mettono a inseguirlo con la loro macchina. A questo punto Lloyd Banks è avvistato, ma poco prima di essere raggiunto, riesce tempestivamente a cambiare il colore e la fisionomia della carrozzeria del proprio costoso mezzo mediante un sofisticato sistema elettronico interno alla vettura stessa, grazie a cui questa si trasforma in una macchina normale e di basso costo, che trae gli inseguitori in inganno. Dopo che questi se ne vanno, Banks fa riacquistare alla macchina il suo aspetto originario e si dirige verso casa. Quando giunge sul posto, apparentemente deserto, accosta al lato della strada, si sporge dal finestrino e poggia la mano su un pannello di bassa altezza poco distante e nascosto tra l'erba: grazie a uno stranissimo meccanismo analogo a quello usato precedentemente con la Maybach, si forma in tutta l'area circostante una specie di gigantesca "barriera energetica", che si dirada lasciando poi intravedere, al suo interno, la villa del rapper, che prima era invisibile ad occhio nudo. Il rapper vi accede e tutto torna esattamente come prima. Gli inseguitori, che nel frattempo sono in pausa pranzo, lo localizzano a distanza per la seconda volta grazie al ricevitore e si preparano a inseguirlo di nuovo. Quando però giungono sul posto da dove proviene il segnale (la macchina è infatti parcheggiata proprio lì, dentro la villa, ma loro non possono vederla), non trovano ovviamente nulla, se non una vasta area erbosa e disabitata. Uno di loro, preso dalla rabbia, scaglia allora casualmente il ricevitore proprio contro la barriera invisibile che ricopre la villa, il quale rimbalza con un effetto elastico all'indietro (difatti è impossibile vedere la barriera, ma se la si tocca ne viene comunque rilevata la presenza), andando a frantumare con un rumore assordante il parabrezza dell'auto dei due uomini in nero. I due si danno poi alla fuga spaventati.

## Posizioni in classifica
| Chart (2004-2007)                      | Posizione massima |
| -------------------------------------- | ----------------- |
| Billboard Hot R&B/Hip-Hop Songs (USA)  | 32                |
| Billboard Hot Rap Tracks (USA)         | 21                |
| Billboard Rhythmic Top 40 (USA)        | 26                |
| Billboard Bubbling Under Hot 100 (USA) | 2                 |
| Billboard Hot Ringtones (USA)          | 36                |